# Leksydronam samaru-153
Leksydronam samaru-153 (łac. samarium lexidronami) – związek promieniotwórczego izotopu samaru-153, stosowany w ogólnoustrojowym leczeniu bólu nowotworowego.

## Mechanizm działania
Leksydronam samaru-153 wykazuje bardzo wysokie powinowactwo do tkanki kostnej, gromadząc się w miejscach nasilonego metabolizmu związanego z hydroksyapatytem. Badania na zwierzętach wskazują, że lek odkłada się w osteoidach, w których zachodzi mineralizacja. Wykazano, że leksydronam samaru-153 wykazuje znacznie większe powinowactwo do tkanki kostnej objętej nowotworem. Dlatego też jego stężenie jest tam znacznie większe niż w otaczającej nowotwór zdrowej kości.
1 ml roztworu leksydronamu samaru-153 wykazuje radioaktywność rzędu 1,3 GBq, co odpowiada 20–46 μg/ml samaru-153. Właściwa aktywność promieniotwórcza samaru-153 wynosi 28–65 mBq/μg. Okres półtrwania tego izotopu wynosi 1,93 dnia.
Nie wiadomo, jaki mechanizm preparatu wpływa na jego działanie przeciwbólowe. Złagodzenie bólów następuje po około 1 tygodniu od momentu podania i utrzymuje się nawet do 4 miesięcy.

## Farmakokinetyka
Preparat jest bardzo szybko usuwany z krążenia ogólnego. Po około 30 minutach od momentu podania we krwi pozostawało tylko około 10% podanej dawki. Lek w ciągu 24 godzin znika z krążenia. Największe wydalanie leksydronamu samaru-153 ma miejsce 4 godziny po podaniu. Lek wydalany jest z moczem w postaci niezmienionej. Znacznie mniejsze wydalanie obserwuje się u pacjentów z rozległymi nowotworami kości. Całkowity wychwyt preparatu przez kościec stanowi około 75% podanej dawki.

## Wskazania
Leksydronam samaru-153 stosuje się do zwalczania nowotworowych bólów kości u pacjentów z mnogimi osteoblastycznymi ogniskami nowotworowymi. Preparat powinien być podawany wyłącznie w sytuacji, gdy scyntygrafia kości wykazała, że gromadzą się w nich bifosfoniany znakowane technetem (99mTc).

## Przeciwwskazania
- nadwrażliwość na substancję czynną, bifosfoniany lub jakikolwiek inny składnik preparatu
- ciąża i karmienie piersią
- pacjenci leczeni chemioterapią lub radioterapią zewnętrzną obejmującą ponad połowę powierzchni ciała na 6 tygodni przed rozpoczęciem leczenia leksydronamem samaru-153
- chorzy z potwierdzonym zmniejszeniem rezerwy szpikowej
- dzieci i młodzież do 18 roku życia

## Ostrzeżenia specjalne
1. Leksydronam samaru-153 może być podawany wyłącznie przez wykwalifikowany personel, doświadczony w podawaniu radiofarmaceutyków. Należy więc przedsięwziąć szczególne środki ostrożności.
2. Preparat jest lekiem ostatniej szansy, stosowanym w leczeniu paliatywnym[6].
3. Lek może powodować supresję szpiku. Należy kontrolować morfologię krwi przez co najmniej 8 tygodni, począwszy od 2. tygodnia po podaniu ostatniej dawki.
4. Przed podaniem, pacjenta należy nawodnić. Należy również zadbać o to, by chory opróżniał pęcherz tak często, jak to tylko możliwe. W przypadku nietrzymania moczu lub niedrożności moczowodów należy zastosować cewnik.
5. Przed wdrożeniem leczenia preparatem należy ocenić, czy ryzyko związane z napromieniowaniem jest mniejsze niż to wynikające z choroby.
6. Po rozmrożeniu roztwór zużyć w ciągu 6 godzin.

Leksydronamu samaru-153 nie należy stosować łącznie z chemio- lub radioterapią. Nie należy mieszać preparatu z innymi lekami podawanymi dożylnie ze względu na możliwość wystąpienia niezgodności.

## Działania niepożądane
Najczęściej występujące objawy uboczne to spadek liczby krwinek białych, płytek krwi oraz niedokrwistość. Znacznie rzadziej występują:
- toksyczność hemopoetyczna
- pozorne nasilenie bólów kostnych
- reakcje alergiczne, w tym anafilaktyczne
- zaburzenia przewodu pokarmowego
- nadmierna potliwość
- ucisk rdzenia kręgowego lub korzeni rdzeniowych
- zespół rozsianego wykrzepiania wewnątrznaczyniowego.

## Dawkowanie
Dawka zalecana to 37 MBq/kg mc. Preparat należy podawać powoli w ciągu jednej minuty.

## Preparaty
- Quadramet – CIS bio international – fiolka o pojemności 15 ml, zawierająca od 1,5 do 3,1 ml roztworu. Preparat dostarczany jest w postaci zamrożonej w suchym lodzie.